# Dasiops xanthopes
Dasiops xanthopes är en tvåvingeart som beskrevs av Mcalpine 1964. Dasiops xanthopes ingår i släktet Dasiops och familjen stjärtflugor. Inga underarter finns listade i Catalogue of Life.